# Basiru King
Basiru King (ur. 3 marca 1971) – sierraleoński piłkarz grający na pozycji obrońcy. W swojej karierze rozegrał 3 mecze w reprezentacji Sierra Leone.

## Kariera klubowa
W swojej karierze piłkarskiej King grał w klubie Union Duala.

## Kariera reprezentacyjna
W reprezentacji Sierra Leone King zadebiutował 2 czerwca 1989 w przegranym 0:1 meczu Pucharu Amílcara Cabrala z Mali, rozegranym w Bamako. W 1994 roku został powołany do kadry na Puchar Narodów Afryki 1994. Wystąpił na nim w jednym meczu, grupowym z Zambią (0:0). Od 1989 do 1995 roku rozegrał w kadrze narodowej 3 mecze.